# Minitel
A Minitel olyan számítógépes végberendezés, amelyet a Télétel nevű francia videotex-szolgáltatáshoz való csatlakozásra terveztek.
Az 1980 és 2012 között Franciaországban működő szolgáltatás az internet előfutára volt, de a Transpac csomagkapcsolt hálózatot használta. Abban is különbözött a későbbi internettől, hogy a Minitel-szolgáltatás nem feltétlenül volt ingyenes: időfüggő díja a telefonszámlán jelent meg.

## Történet
A szolgáltatást a francia Posta-, Telefon- és Távíróügyi Minisztérium (PTT) kezdeményezte, kezdetben a nyomtatott telefonkönyv kiváltására.

### Előzmények
1978-ban Franciaországban elhatározták, hogy olcsó terminál – azaz a Minitel – segítségével, telefonvonalon keresztül hozzáférést adnak a Transpac adatátviteli hálózathoz. Ezt a döntést a következő év elején Gérard Théry jelentette be a dallasi INTELCOM 79 kiállításon.
Az „Elektronikus telefonkönyv és Minitel (1979–1985)” nevű projekt vezetésével Jean-Paul Maury projektigazgatót bízták meg.

### Kísérletek
Franciaországban a Télétel- és a Minitel-kísérletek 1980-ban kezdődtek, több helyszínen.

#### A Saint-Malo-i kísérlet

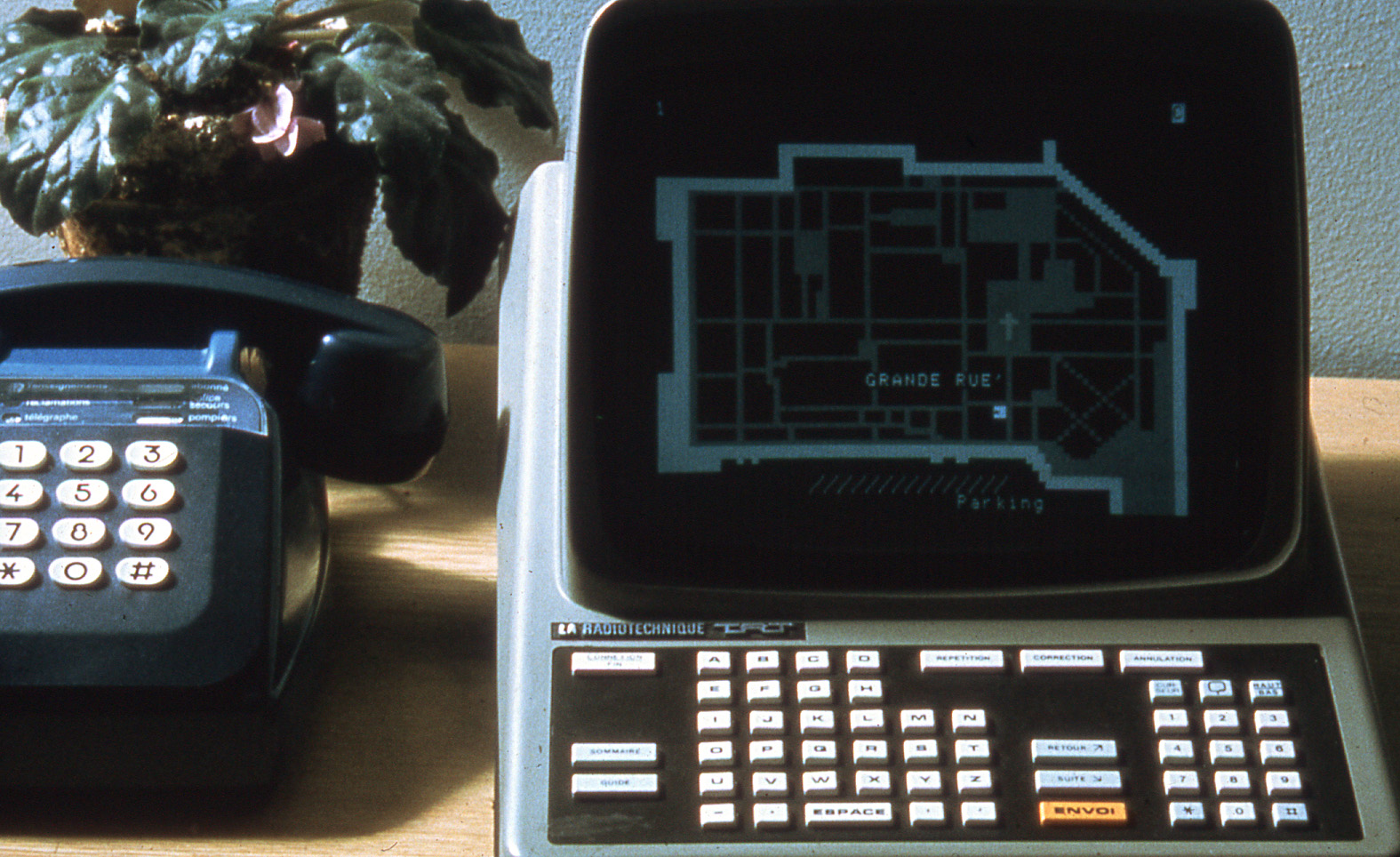
A Saint-Malóban működő 55, ABCD billentyűzettel szerelt terminál egyike a városfal rajzát mutatja

Már tervezték a 30 millió Minitel gyártását, mikor Valéry Giscard d’Estaing köztársasági elnök, engedve a sajtólobbinak – amely versenytársat látott az új szolgáltatásban – visszakozott, és kísérletek elindítása mellett döntött.
1980 júliusában Saint-Malóban 55 előfizető (20 vállalkozás és 35 magánszemély) kapott Minitelt, hogy az elektronikus telefonkönyvet elérje. A saint-malói kísérlet 1982 decemberében ért véget.
Ezzel párhuzamosan, 1981-ben 4000 Minitelt osztottak szét Ille-et-Vilaine-ben. Azt az új szolgáltatást tesztelték, amely a gyakran elavult, nyomtatott telefonkönyvet váltaná ki, így az előfizetők nem hívogatnák a tudakozót.

#### Teletel 3V kísérlet

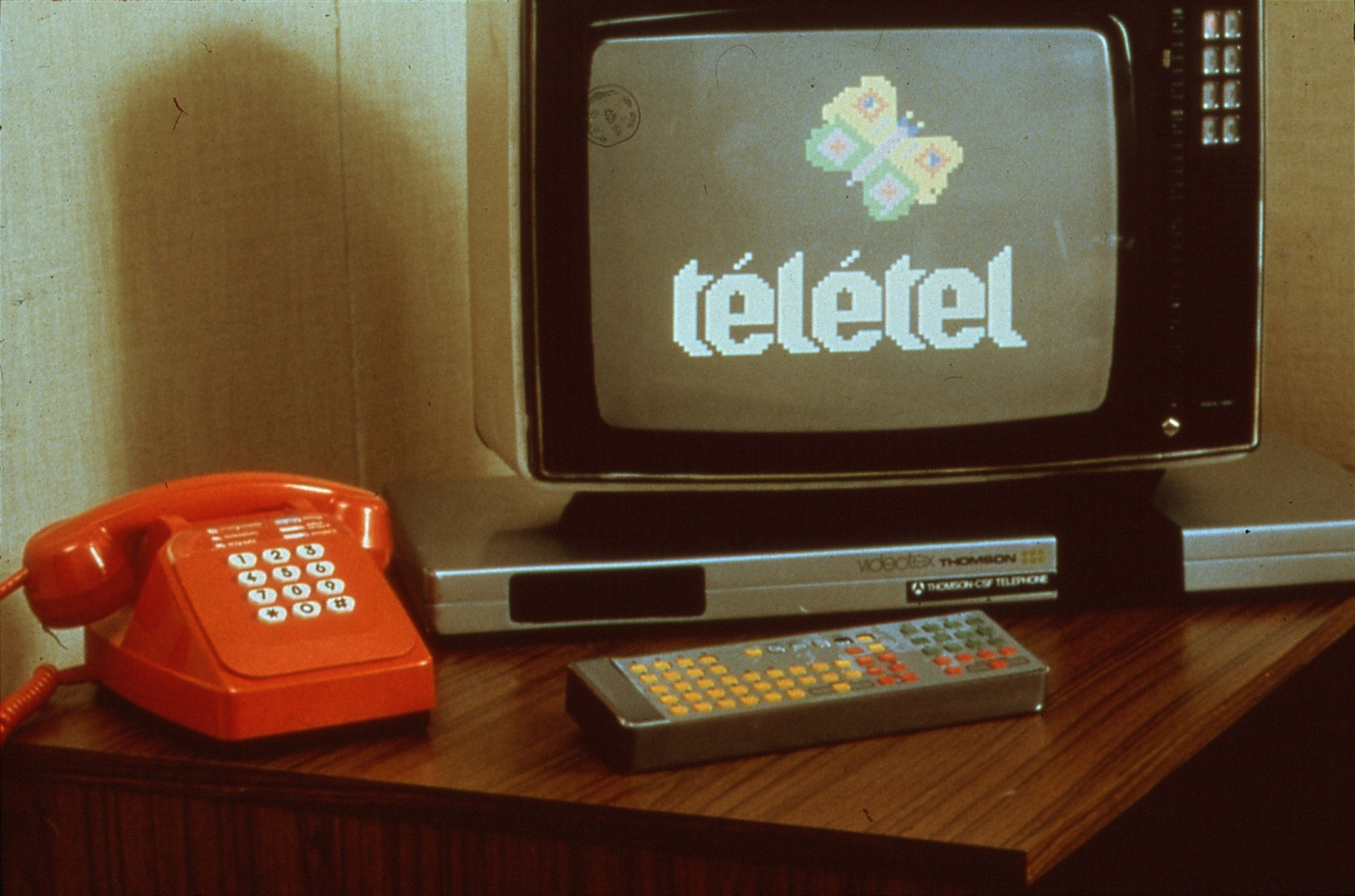
Thomson Videotex terminál, amelyet az 1980-as Vélizyben végzett Télétel-kísérlet során használtak

Az etikai, gazdasági és jogi aggályok eloszlatása érdekében a PTT újabb kísérletet szervez, amely egyéb szolgáltatásokat is magában foglal (apróhirdetések, információk, üzenetküldés). A kísérlet Vélizyben zajlik. 1980 őszén Versailles-ban, Vélizy-Villacoublay-ben, Jouy-en-Josasban, Bucben, Bièvres-ben és Les Loges-en-Josasban 2500 önként jelentező háztartás kapott Videotex terminált. Közel kétszáz szolgáltató vesz részt a kísérletben, így lehetőség nyílik arra, hogy nyilvánosan kipróbálják az új kommunikációs eszközt. A leginkább használt szolgáltatás az (ingyenes) egyéni és közületi telefonkönyv, a sajtó, a csomagküldő szolgálatok, az SNCF, a bankok és a csevegés.
A Vélizy-kísérlet jelentős lépés a telematika világában, mert ezzel hozzák létre a „telematikai újságosbódét”. Ez azt jelenti, hogy a Minitel használatához sem regisztráció, sem előfizetés nem szükséges (ahogy az újságosnál is előfizetés nélkül lehet megvenni a kívánt lapszámot); a szolgáltatás időfüggő díja a telefonszámlán jelenik meg. Ez lehetővé teszi a bevétel megosztását a telefonhálózat-üzemeltető és a (hír)szolgáltatók között. 
Vélizyben az első terminál egyszerű dekóder, nincs saját képernyője (a televízióhoz csatlakozik), körülbelül húsz szolgáltatást tesz elérhetővé. A távirányító fapados: csak egy nagybetűs alfanumerikus billentyűzet.
A legelső levelezőrendszert (ez még postaládán keresztül működött) M3V-nek hívják. Akkoriban úgy gondolták, hogy ez csak egy játékszer: a telematika jövőjét az információban, nem pedig a kommunikációban látták. 
De ami az kísérlet sikerét robbanásszerűvé tette, az az első csevegőszolgáltatás elindítása volt 1982-ben. Ez az új szolgáltatás nagyon gyorsan a forgalom 85%-át teszi ki. Ekkor született meg a csevegőszolgáltatás és az internet őse.
A kísérletet 1984 tavaszán fejezték be.

### A szolgáltatás elindulása

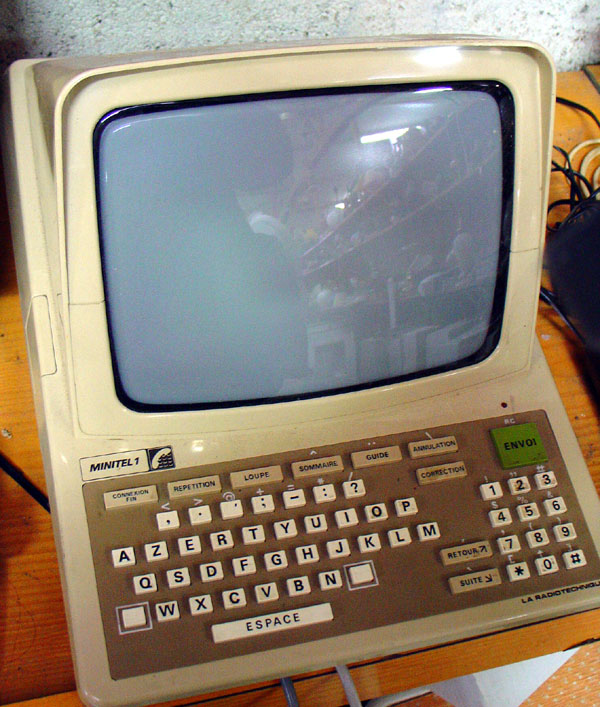
Minitel 1 1982-ben

Mivel a Minitel gyártásával három különböző gyártót bíztak meg (Matra, Radiotechnique [Philips] és Télic – Alcatel), az árat a lehető legalacsonyabbra lehetett alkudni.
A számlázás a kommunikáció időtartama alapján történik, függetlenül a felhasználó és a szerver közötti távolságtól.
A PTT (amelyből La Poste és France Télécom lett) 1982-ben indította útjára Franciaországban a Minitelt, amely hozzáférést biztosított online szolgáltatásokhoz, amelyek közül a legnépszerűbbek:
- A 3611: eredetileg 11 telefonkönyv (kezdetben az első három percben ingyenes volt, majd 2007 szeptemberétől már a kapcsolat felépülésekor fizetőssé vált.[9]
- Távértékesítés (például vonatjegy).
- Szexuális társkereső és üzenetküldő oldalak (Sextel, 3615 ALINE, Claude Perdriel, 3615 ULLA [10] )
- Játékoldalak (például 3615 CRAC J,[11] Cécile Alvergnat).

A csevegőszolgáltatások sikerének köszönhetően 1984 és 1988 között a Minitel robbanásszerűen terjed.
A francia állam bőkezűen támogatta a Minitel terjedését. A PTT ingyen bocsátotta az előfizetők rendelkezésre az alapterminált; a fejlettebb típusokat, például a színes Minitelt, a telefonkagylóval felszerelt Minitel 10-et vagy a kilencvenes években a csipkártyaolvasóval felszerelt Magis és Magis Club modellt bérelni vagy megvásárolni lehetett. 
Az ingyenességet az évente több millió ki nem nyomtatott telefonkönyvön elért megtakarítás indokolta, mert a Minitellel felszerelt otthonok csak a közületi telefonkönyvet kapták meg, az egyéni előfizetőkét nem. 

### Gyors terjeszkedés
1985 folyamán a Minitelek száma meghaladta az egymilliós határt, és a forgalom növekedése olyan mértékű volt, hogy nyáron a forgalmat lebonyolító Transpac hálózat összeomlott.
Az 1985-ös évben a Minitelt havonta több mint 15 millió órányit használták. 1986 január végén a Minitelek száma elérte az 1,4 milliót (ebből 300 000 a vállalkozásoknál és 1,1 millió a magánlakásoknál volt).
Az 1990-es évek elején 6,5 millió háztartásban volt Minitel, ez messze meghaladta az Észak-Amerikában hasonló szolgáltatásokat kínáló CompuServe hálózat felhasználóinak számát, de még a Prodigy felhasználóinak számát is, pedig az jobban hasonlított a Minitelre, mert kezdetleges grafikus felületet is használt.
Az 1980–1990-es évek fordulóján az amerikaiak intenzíven érdeklődtek a francia Minitel-hálózat iránt: Al Gore leendő alelnök David Lytelt küldte Franciaországba, hogy ne annyira a műszaki megvalósítást, mint inkább a kínált szolgáltatások tartalmát kutassa. A tapasztaltakat Al Gore 1994-es, az információs autópályáról tartott beszédében használta fel.
A Minitel kezdetben kétféle tarifát alkalmazott: 3613 számon felépített hívást a hívott fizette, míg a 3614-es számot tárcsázva a hívó fizetett (óránként 20 frankot, azaz 3,05 €-t; csúcsidőn kívül kedvezmény járt). 1984 februárjában bevezették az „újságosbódét” a 3615-ös számon. A hívó ezt tárcsázva óránként 60 frankot (9,15 €-t) fizetett, ebből 40-et kapott az információszolgáltató és 20-at a France Télécom. Ez a „fordított számlázás” tette lehetővé, hogy a szolgáltató, például egy újság szerkesztősége részesüljön a bevételből. 
Az „újságosbódé” 1984-es megjelenése után a szolgáltatók száma ugrásszerűen megnőtt: az 1984-es 145-ről 1985-ben 2074-re, 1987-ben 5000-re, 1995-ben pedig 25 000-re. Abban az évben a szolgáltatások közel egymilliárd eurónak megfelelő bevételt termeltek, míg a terminálok száma 6,5 millió volt. A csevegőszolgáltatások, köztük a szexuális tartalmúak 1990-ben a Minitel-hívások felét tették ki.
2000-ben a Minitelt közel 25 millióan használták (a 60 millió lakosból), míg a terminálok száma kilencmilliót tett ki. Továbbra is széles körben használták, például vásárlásra is; sőt, néhány keresőmotor, így a Yahoo! vagy az AltaVista is elérhető volt Minitelen keresztül.

### A Minitel virágkora és az internet támaszotta verseny

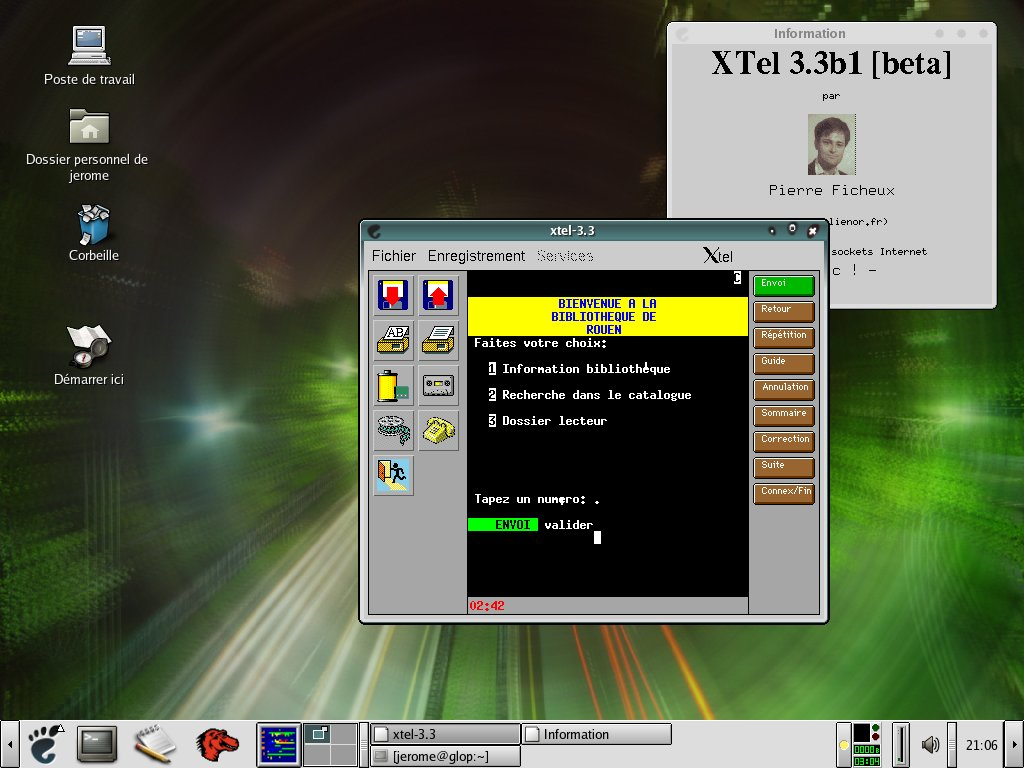
Xtel: Minitel-emulátor szoftver

A Minitellel felszerelt háztartások száma 1993-ban érte el csúcsát, 6,5 milliót. Ami a szolgáltatások igénybevételét illeti, 2003-ban érte el a maximumot: nagyjából ötmillió Minitel-készülék és hozzávetőleg ugyanannyi, számítógépen szimulált Minitel (i-Minitel ) kapcsolódott a Télétel szolgáltatáshoz. A szolgáltatások száma 1995-ben és 1996-ban 25 000 felett volt, majd 2003-ban 9602, 2005-ben 6123-ra, 2008-ban pedig 3000 körülire csökkent.
2005-ben a hívások száma (az elektronikus telefonkönyv nélkül) 351 millió volt, ami 26%-os csökkenést jelentett 2004-hez képest.
2009 februárjában a Minitel-hálózaton havonta még mindig 10 millió kapcsolatot építettek fel 4000 szolgáltatással, ebből egymilliót a 3611-en (elektronikus telefonkönyv).
2010-ben még kétmillió ember használta a Minitelt, 200 000 € bevételt generálva.

### A szolgáltatás leállítása
A 3615-ös számon elérhető, fizetős szolgáltatásoknak erős versenyt támasztott az ingyenes internet. A 3611-es számon hívható elektronikus telefonkönyvet 2009 márciusában tervezték leállítani, de ezt a jelentős számú hívás miatt elhalasztották. 2008-ban a 3611-et havonta 200 000–300 000 előfizető hívta, az előző évben pedig „a 220 millió Minitel-hívásból 80 milliót tett ki”.
A Télétel hálózatát a France Télécom – Orange 2012. június 30-án állította le. A Minitel fejlesztésére irányuló gyenge próbálkozások ellenére – a személyi számítógépről könnyen elérhető internet támasztotta verseny miatt – a Minitel használata visszaesett. Egyesek, például Bernard Marti, azt bírálják, hogy bizonyos vezetők nem akarnak több képet vagy rajzot megjeleníteni.
Egyes ritka Minitel-oldalak (például mikroszerverek) továbbra is elérhetőek a telefonhálózaton (PSTN) keresztül, függetlenül a Télétel hálózat leállításától.

### A Minitelhez hasonló rendszerek a világban
A Minitelt – vagy hasonló rendszert – több országban is bevezették, változó sikerrel:
- Ausztria: a német Bildschirmtext-rendszert vette át;[32]
- Belgium: Belgacom;
- Bulgária: Infotel;[32]
- Dél-Afrika: Beltel, 1986; a Telkom működtette;
- Egyesült Királyság: Prestel, de ez a rendszer nem volt sikeres a magánelőfizetők körében;[33]
- Hollandia: Viditel és Vidéotex;
- Írország: Minitel, üzemeltető: Telecom Eireann (1988);[34]
- Japán: Captain-rendszer;[4]
- Kanada: 1988-ban a Bell Canada elindítja az Alex nevű szolgáltatást,[m 3] mely először Montréalban, majd Torontóban válik elérhetővé. 1991-ben 32 000 előfizetője volt, de a magas díjak miatt nagy volt a lemorzsolódás. Ahogy terjedt az internet, úgy csökkent az érdeklődés a szolgáltatás iránt. A szolgáltatást 1990 decemberében leállították.[35] Egy másik, Telidon nevű rendszert szintén teszteltek;[4]
- Magyarország: a német BTX-rendszerű, Magyar Videotex nevű szolgáltatás 1989-től működött, kevés sikerrel;[36]
- Németország: Bildschirmtext (BTX), amely – a Minitellel ellentétben – központosított, előfizetéshez kötött rendszer,[37] melynek 1984-ben 100 000 előfizetője és 2000 szolgáltatója volt;[38]
- Olaszország: Minitel, üzemeltető: SIP (1985);[39]
- Spanyolország: az Ibertex rendszert a Telefonica üzemeltette. Egy terminál felszerelése 255 €-nak megfelelő összegbe került, és a havidíj a modem sebességének függvényében (2400–9600 baud) 179 € és 409 € között mozgott. 1991-ben 275 000 terminál volt az országban[40];
- USA: Qwest, Minneapolisban és Omahában (1990).

1988-ban Bruno Lussato, a Conservatoire national des arts et métiers professzora mondta ezt az azóta elhíresült mondatot: „Azt mondják, hogy az egész világ irigyli tőlünk a Minitelt. Nem tudom, uraim, hogy irigylik-e, de azt biztosan tudom, hogy megvenni nem akarják.”

## Műszaki jellemzők
A Minitel passzív számítógépes terminál, vagyis csak billentyűzetet és képernyőt tartalmaz, nagyon alacsony feldolgozási kapacitással (videotex protokollfeldolgozás), memória nélkül. A szolgáltatások telefonvonalról érhetők el a beépített V.23 modem segítségével (átviteli sebesség: vételirányban 1200 bit/s, adásirányban 75 bit/s). A Minitel T-dugóval csatlakozott a telefonvonalhoz.
A Minitel képernyőjén Videotex módban 25 sorban soronként 40 karaktert lehet megjeleníteni. A fekete-fehér karakterek a szürke 8 árnyalatát vehetik fel. Van szemigrafikus karakterkészlet is, amelyek mindegyike 6 nagy képpontból áll, ami lehetővé teszi mozaikkép megjelenítését, hasonlóan az ASCII-művészethez.

### A Minitel 1 jellemzői
A Minitel 1-et 1982-től gyártották. Az alábbi jellemzőkkel rendelkezik:
- Integrált V.23 modem (1200 bit/s vétel – 75 bit/s adás);
- 40 oszlopos, 8 szürkeárnyalatos alfamozaik-kijelző;
- Soros átvitel mikroszámítógép és a Minitel között DIN-csatlakozóval(wd) 1200 bit/s-ig;
- Fogyasztás: 10 W készenléti állapotban, 30 W üzemben.

### A Minitel 1B jellemzői
A Minitel 1B-t 1987-től gyártották. Tartalmazza a Minitel 1 valamennyi funkcionális jellemzőjét, továbbá az alábbiakat:
- Megfordítható V.23 modem (amely 75 bit/s vételre és 1200 bit/s adásra tud váltani);
- 80 oszlopos VT100(wd)-emuláció;
- Újabb billentyűk: 4 irányú nyíl, Fnct és CTRL billentyű, amelyek lehetővé teszi a további funkciók használatát, például karakterek/sorok beszúrását/törlését (helyi hardveres görgetéssel) vagy a VT100 terminálra jellemző kiegészítő és vezérlőkarakterek bevitelét (TAB, BRK, LF, BS, CAN);
- Nagyobb sebességű soros átvitel 4800 bit/s-ig.

### A Minitel 2 jellemzői
A Minitel 2-t 1989-től gyártották. Tartalmazza a Minitel 1B összes funkcionális jellemzőjét, továbbá az alábbiakat:
- kiterjesztett DRCS karakterkészlet (lásd lejjebb);
- nagyobb sebességű soros átvitel 9600 bit/s-ig
- 80C32 mikrokontroller 14,318–18 MHz-es órajellel, 256 byte RAM-mal;[43]
- 8 kbyte dinamikus RAM;
- a Minitel-szoftvert egy 256 kbites EPROM tárolja;
- beépített telefoncsengés-érzékelő (lehetővé teszi a hívás fogadását szerverként, megfordított modemmel).[44]

### Modellváltozatok
A Minitel műszaki jellemzőit a „STUM” (Spécifications Techniques d’Utilisation du Minitel) írja le, modellenkénti bontásban (STUM 1, STUM 1B, STUM 10, stb.). Kezdetben a CNET-nél, majd a France Télécomnál voltak elérhetők.
A részletes szabványok ellenére voltak apró eltérések a modellek és különösen a gyártók között. Lehetőség volt arra, hogy a szerver lekérdezze a Minitel pontos modellazonosítóját, és annak függényében adoptálja a szolgáltatást.
- Minitel 1 alap: szabványos ASCII-ben működik, amely lehetővé teszi a párbeszédet a nemzetközi adatbázisokkal. A kijelzőn nyolc szürkeárnyalat látható (beleértve a feketét és a fehéret is).
- Minitel 1 színes: a nyolc szürkeárnyalat színekké alakul: fekete, piros, zöld, sárga, kék, bíbor, cián, fehér (a használt kódok sorrendje szerint); fekete, kék, piros, bíbor, zöld, cián, sárga, fehér (a szürke intenzitásától függően); ennek a modellnek a billentyűzete a képernyőtől független volt.
- Minitel 1 párbeszéd: ez a főként siketek és nagyothallók számára készült terminál csevegőszoftverrel rendelkezik, amely a modem megfordított üzemmódját használja, így lehetővé teszi az írásos párbeszédet bármely más Minitelt használó levelezővel, közvetlenül a telefonhálózaton keresztül, szerver közbeiktatása nélkül.
- Minitel 1B: billentyűzete új billentyűkkel van felszerelve, köztük Fnct és Ctrl, amelyek lehetővé teszik bizonyos paraméterek módosítását (kis/nagybetűk, modem megfordítása, átviteli sebesség módosítása stb.). 80 szövegoszlop megjelenítésére képes, további megjelenítési funkciókkal („sor beszúrása”, „sor törlése”…), a modem pedig megfordítható, vagyis a vételi és átviteli sebesség felcserélhető. Továbbá kettős szabványú, mert képes Videotex-módban (24 sor, 40 karakter) és VT52(wd)-módban (24 sor, 80 karakter) egyaránt működni.[46]

- Minitel 2: lehetővé teszi a felhasználó számára, hogy jelszóval védje a termináljához való hozzáférést. A Minitel 2 telefonkönyv funkcióval is rendelkezik (akár 10 szám előzetes rögzítésének lehetősége). Fejlettebb grafikus megjelenítést is lehetővé tesz azáltal, hogy lehetővé teszi a karakterek újradefiniálását (DRCS, Dynamical Redefinable Character Set). Ezt a funkciót ritkán használják, mert lassú, és a Minitel 2 flotta soha nem volt elég nagy.
- Minitel 5: hordozható, folyadékkristályos Minitel, amely ugyanazokkal a funkciókkal rendelkezik, mint a kettős szabványú Minitel 10, a kézibeszélő nélkül.
- Minitel 10: egyesíti a Minitel és egy kifinomult telefon funkcióit. Van kettős szabványú változata is (10b).
- Minitel 12: telematikus üzenetrögzítő, amely képes hívás fogadására, kezdőlap megjelenítésére és a levelező által írt üzenet rögzítésére.
- Minitel Magis: az 1990-es évek végén jelent meg, és számos újítást hozott, például a jelszó, az asszisztens és az intelligenskártya-olvasó használatának lehetősége az online vásárlásokhoz.
- Magis Club: 64 szürkeárnyalatú, JPEG formátumú képeket megjeleníteni képes Minitel. A modem 9600 bit/s sebességű. Ezt a módot gyakran TVR-nek hívják (Télétel Vitesse Rapide). Egyes szolgáltatások kifejezetten ehhez a Minitel-verzióhoz készültek, amely a DRCS és a kettős szabványú üzemmód kezelését is tudja, és még intelligenskártya-olvasót is tartalmaz.
- Sillage 1000 VR: ez az Alcatel által gyártott kompakt minitel üzenetrögzítő kis, folyadékkristályos képernyővel rendelkezik.

Franciaországban frogalmazott modellek
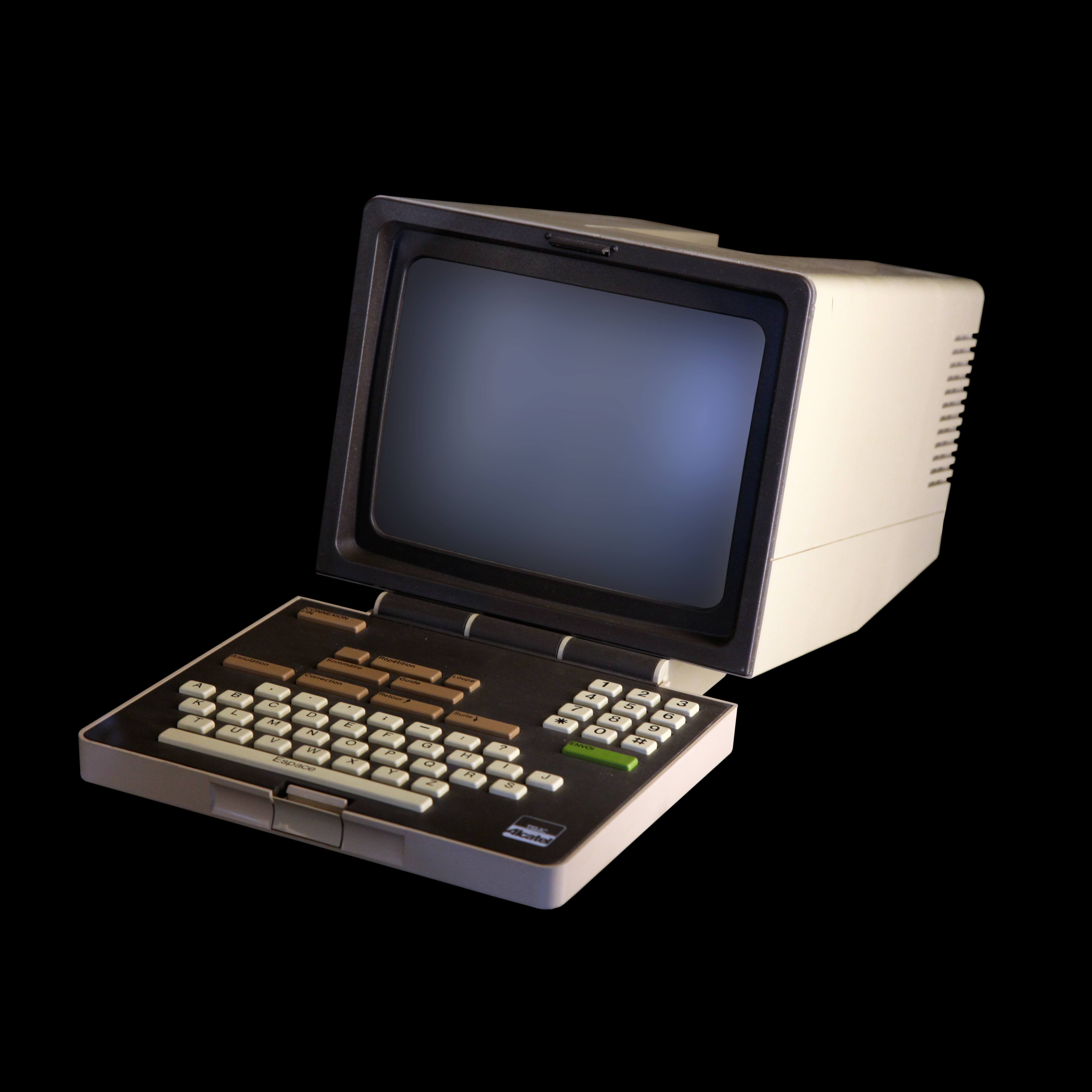
Minitel 1 Telic Alcatel ABCD billentyűzettel
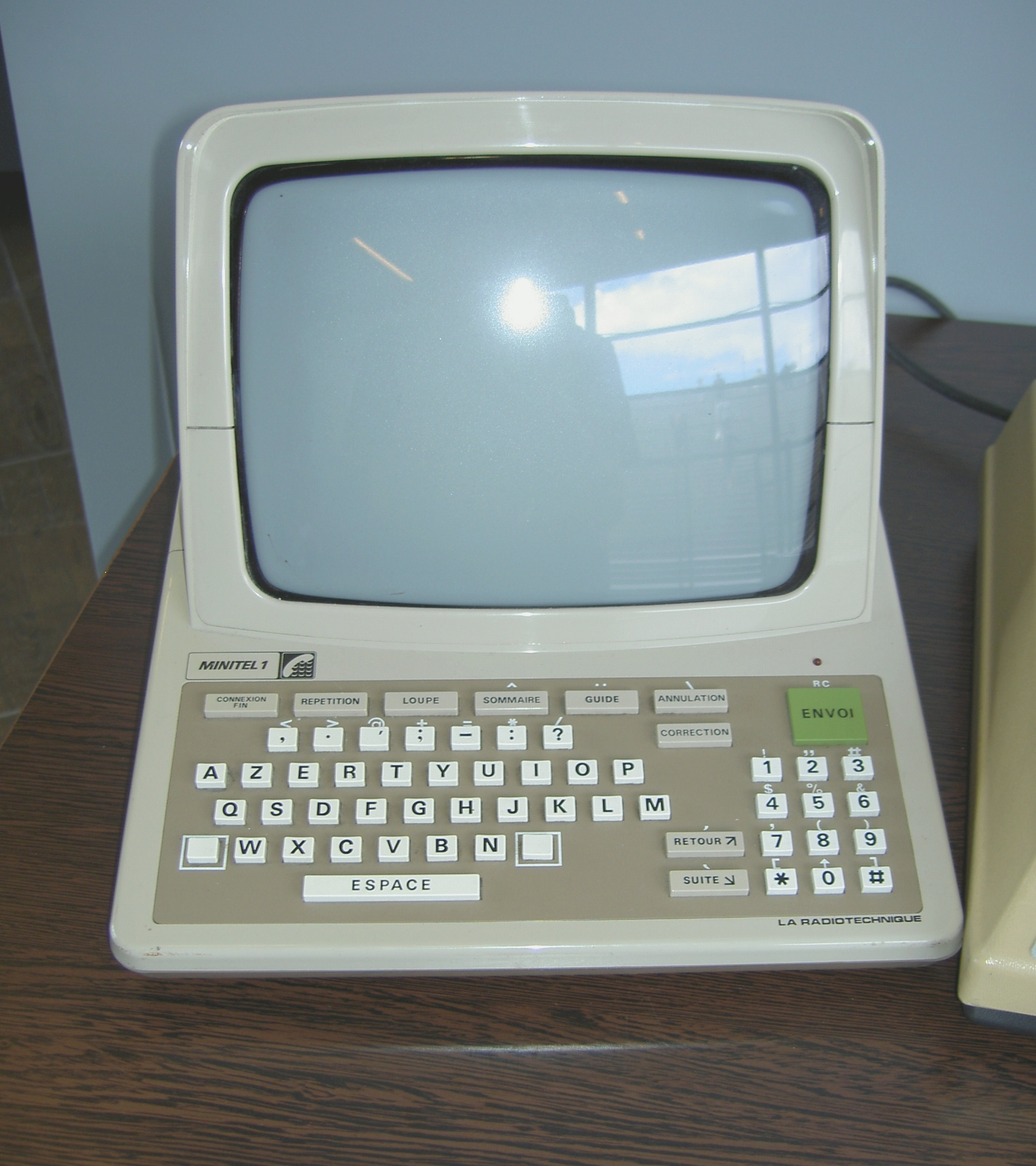
Minitel 1 (NFZ 300 La Radiotechnique ) 1982
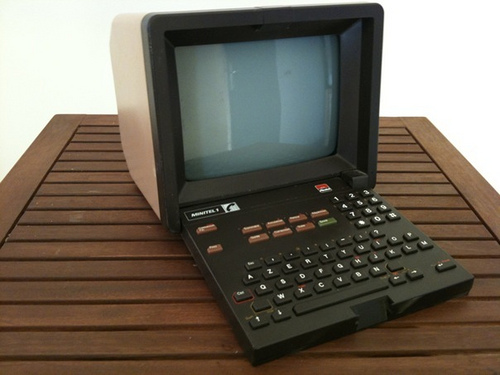
Minitel 1b Telic Alcatel
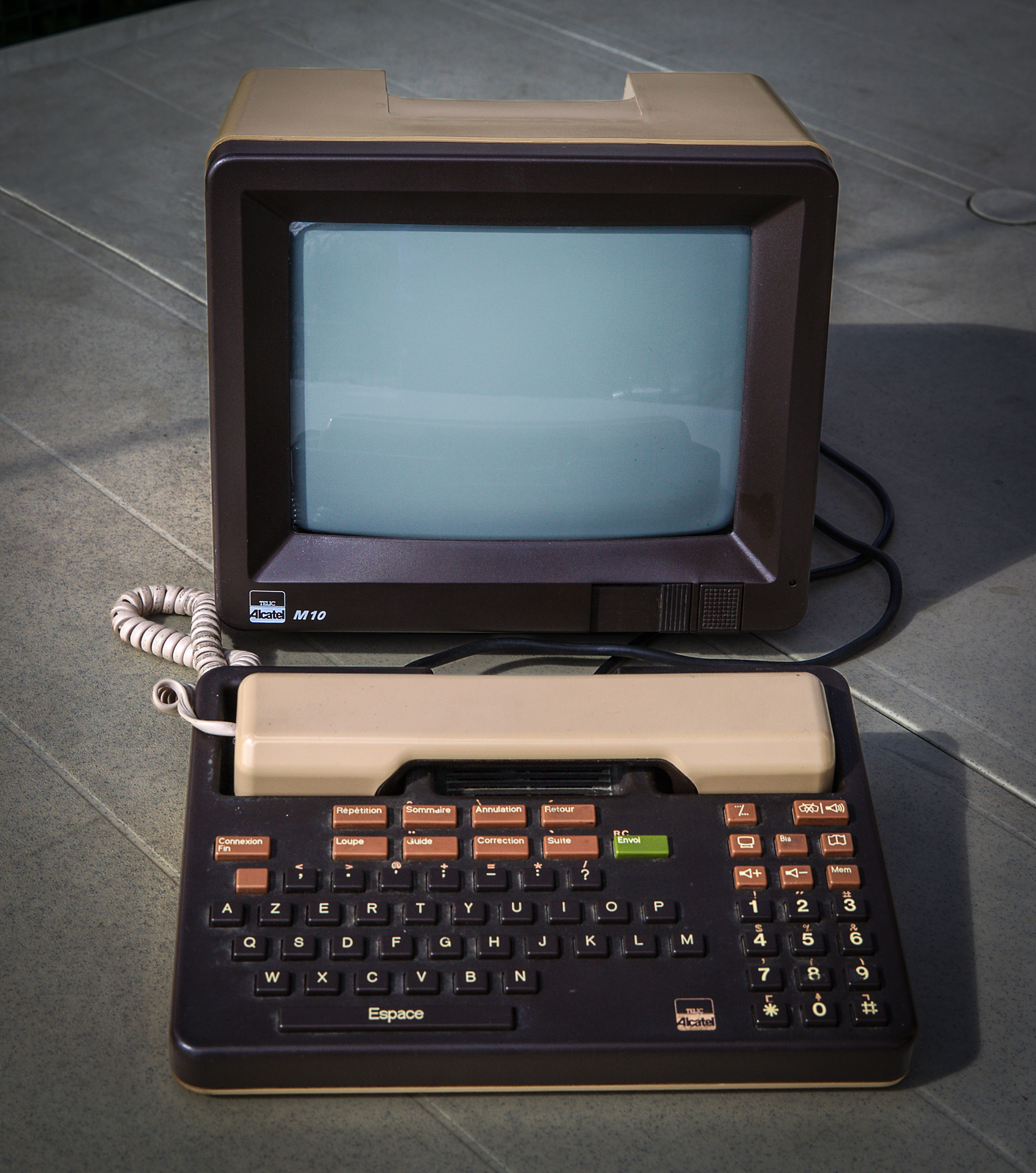
Minitel 10 Telic Alcatel
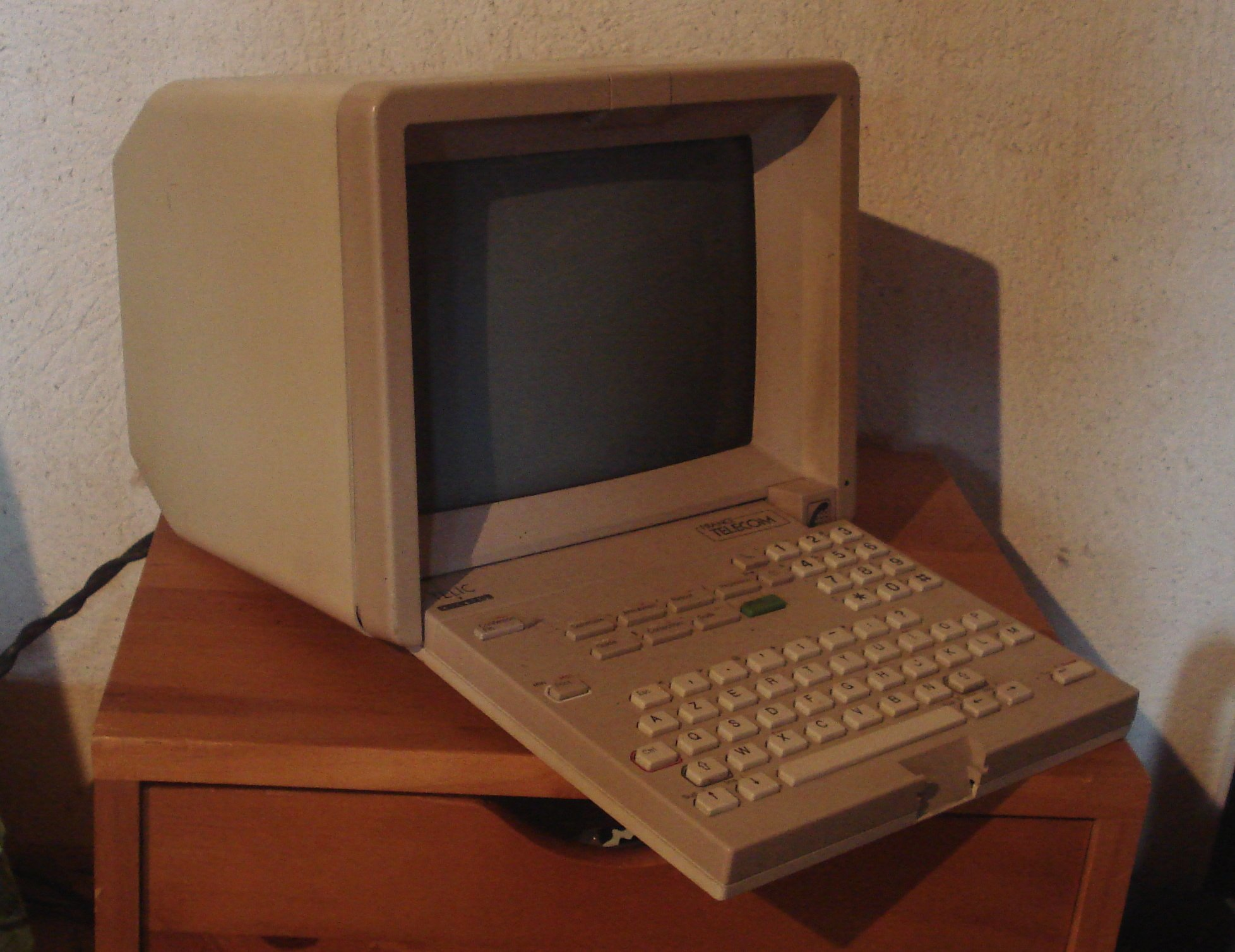
Minitel 2 Telic Alcatel
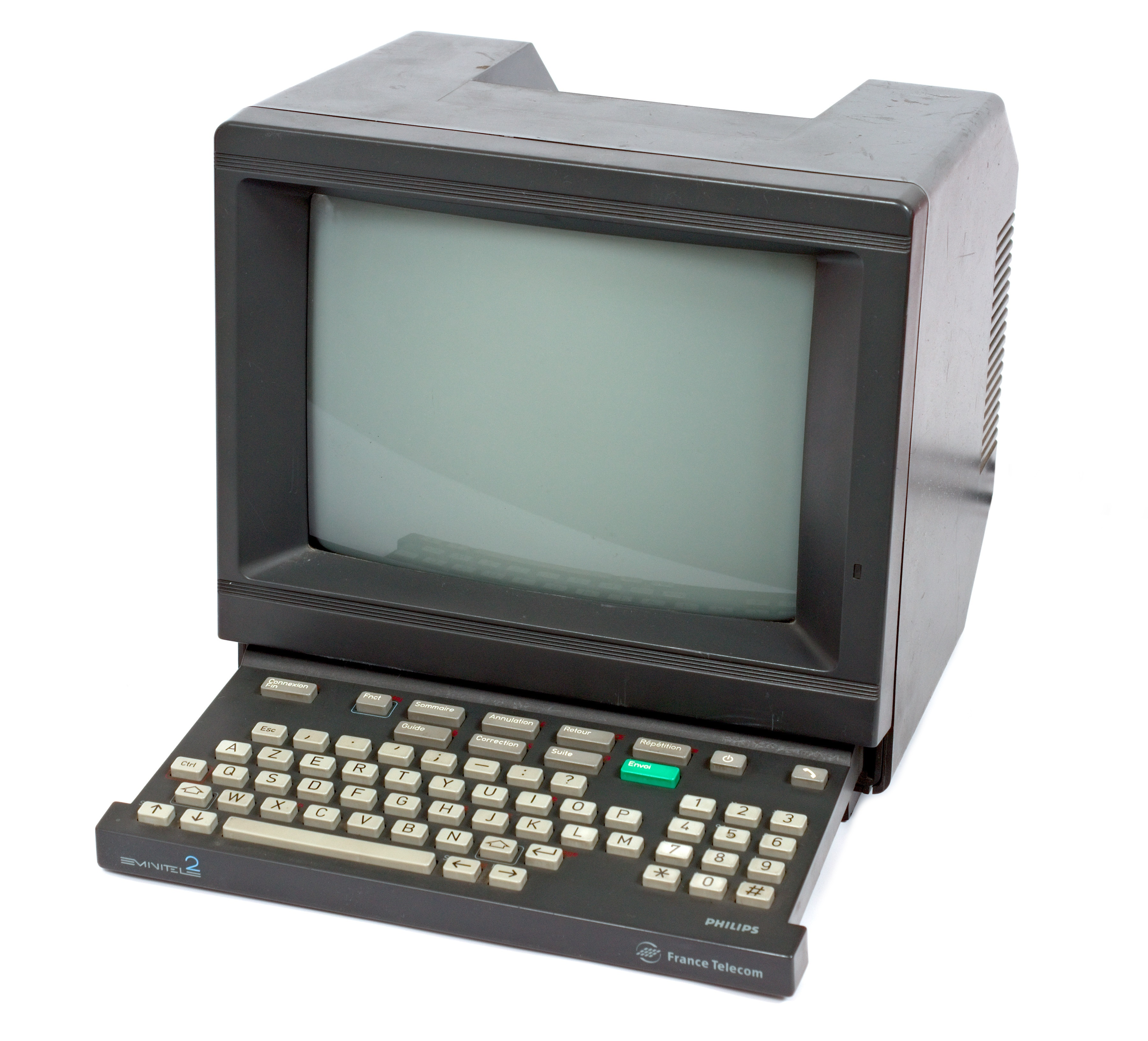
Minitel 2 Philips
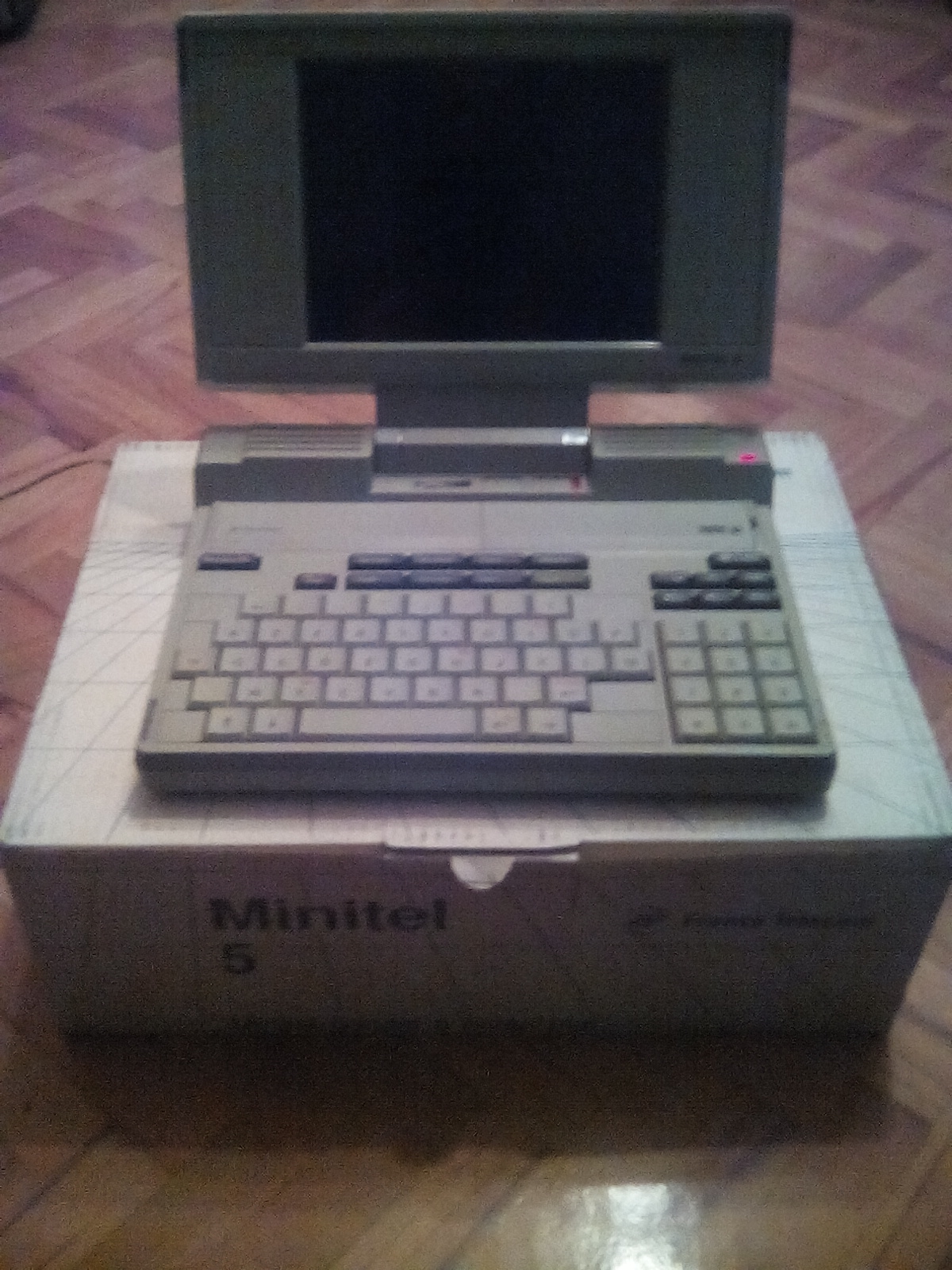
Minitel 5 Mátra
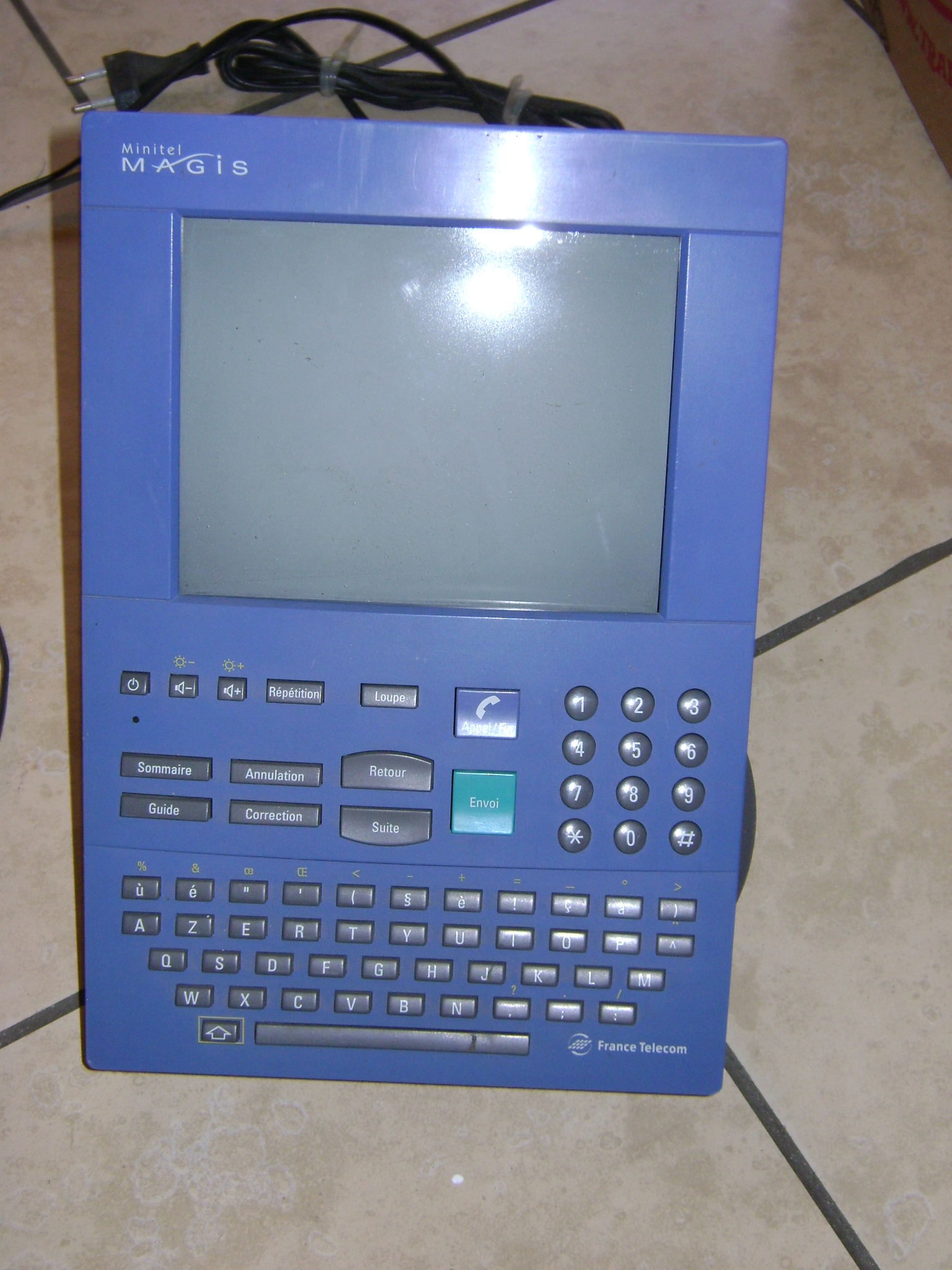
Minitel Magis
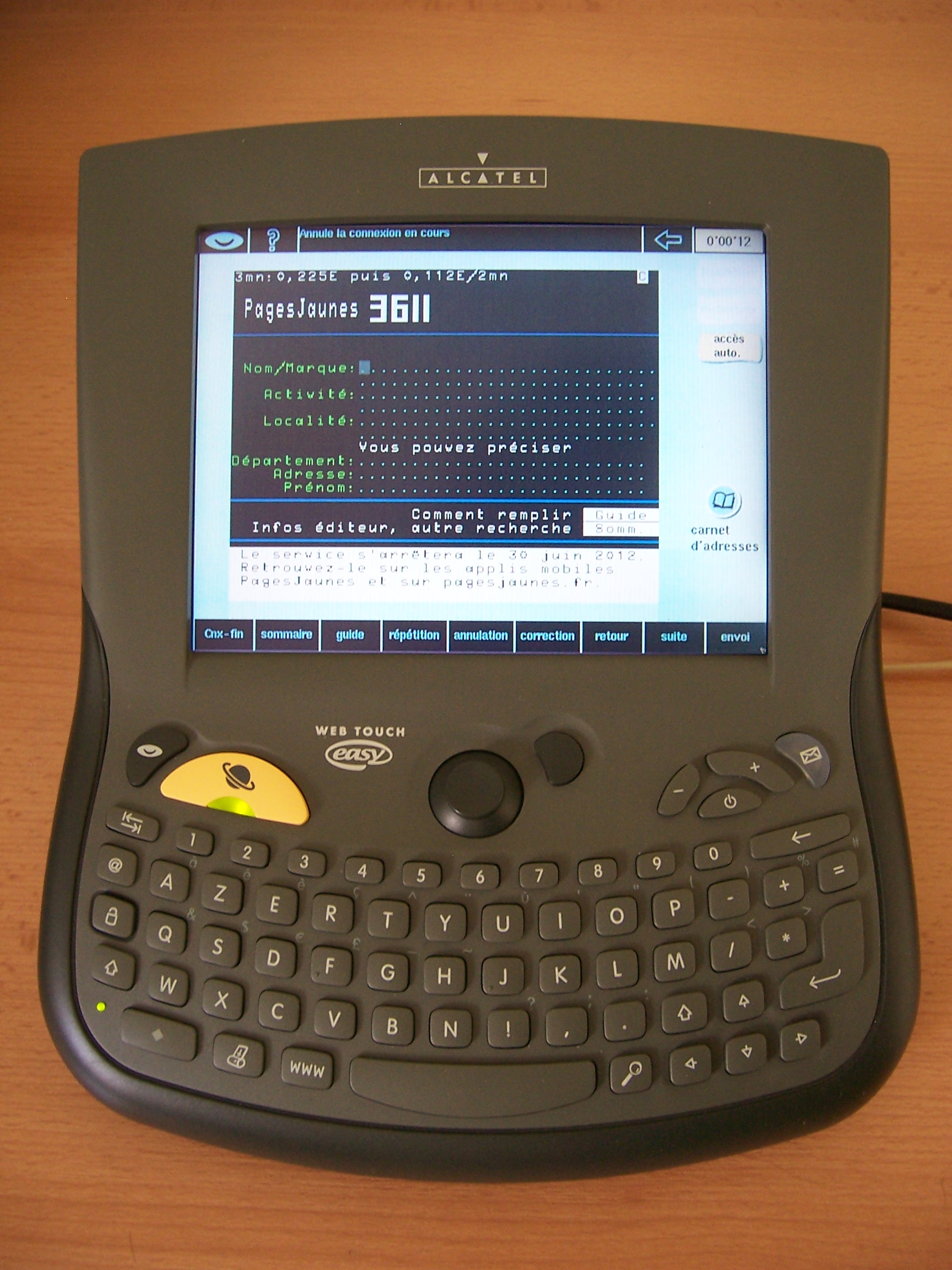
Alcatel Web Touch

Nem forglamazott prototípus
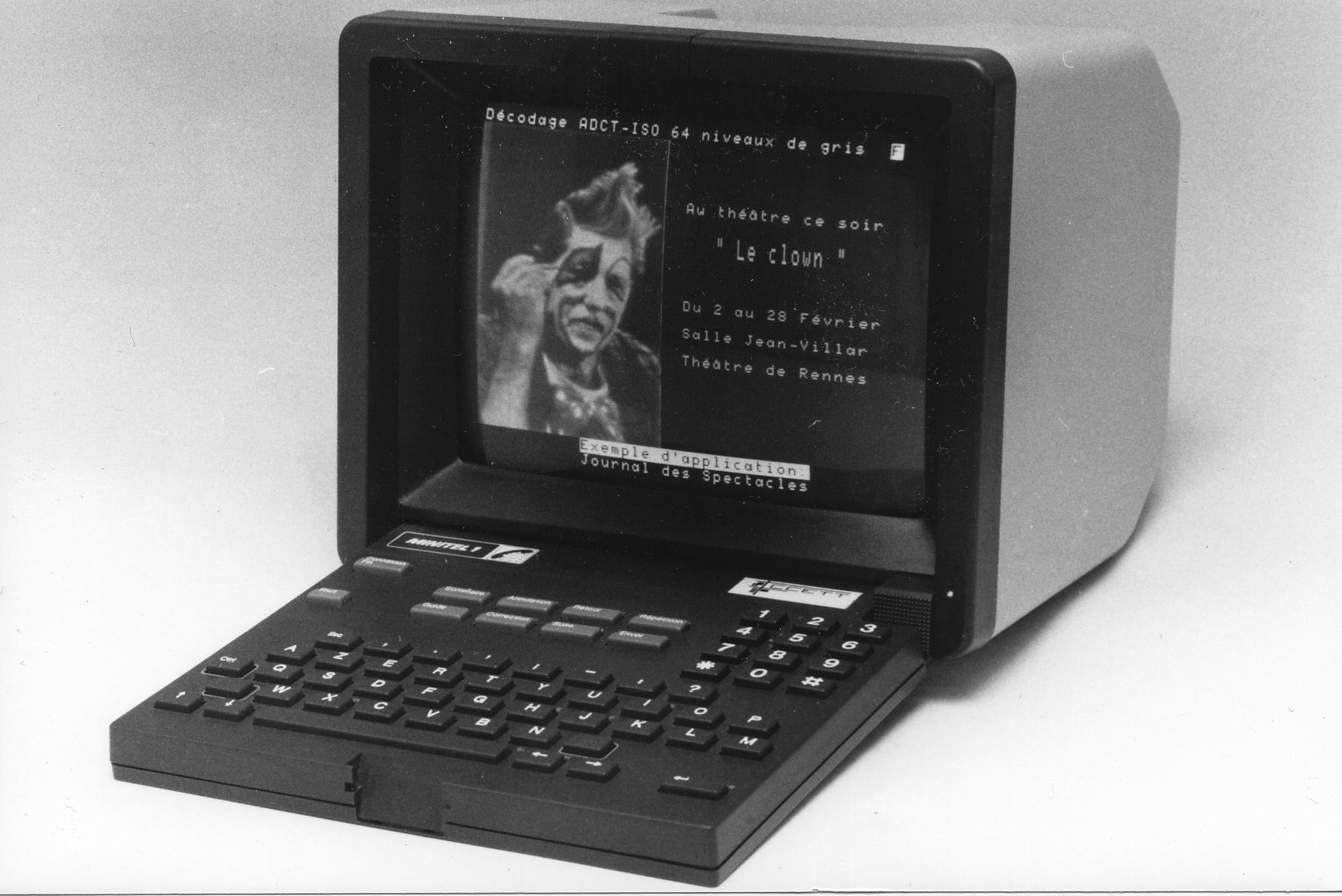
Fényképészeti Minitel (fotografikus Videotex-oldallal)

Nemzetközi piac
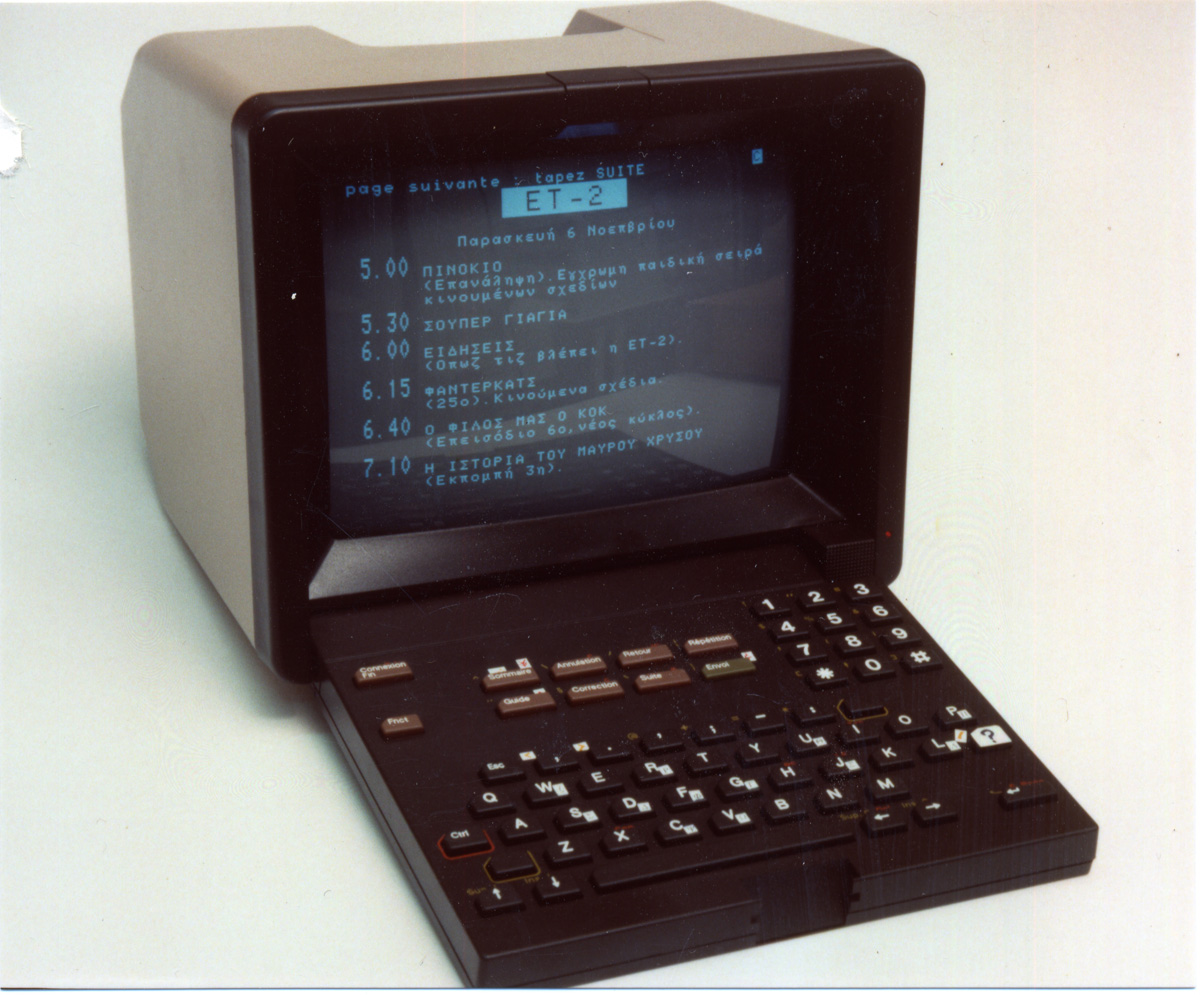
A Minitel a görög piacot célozza meg
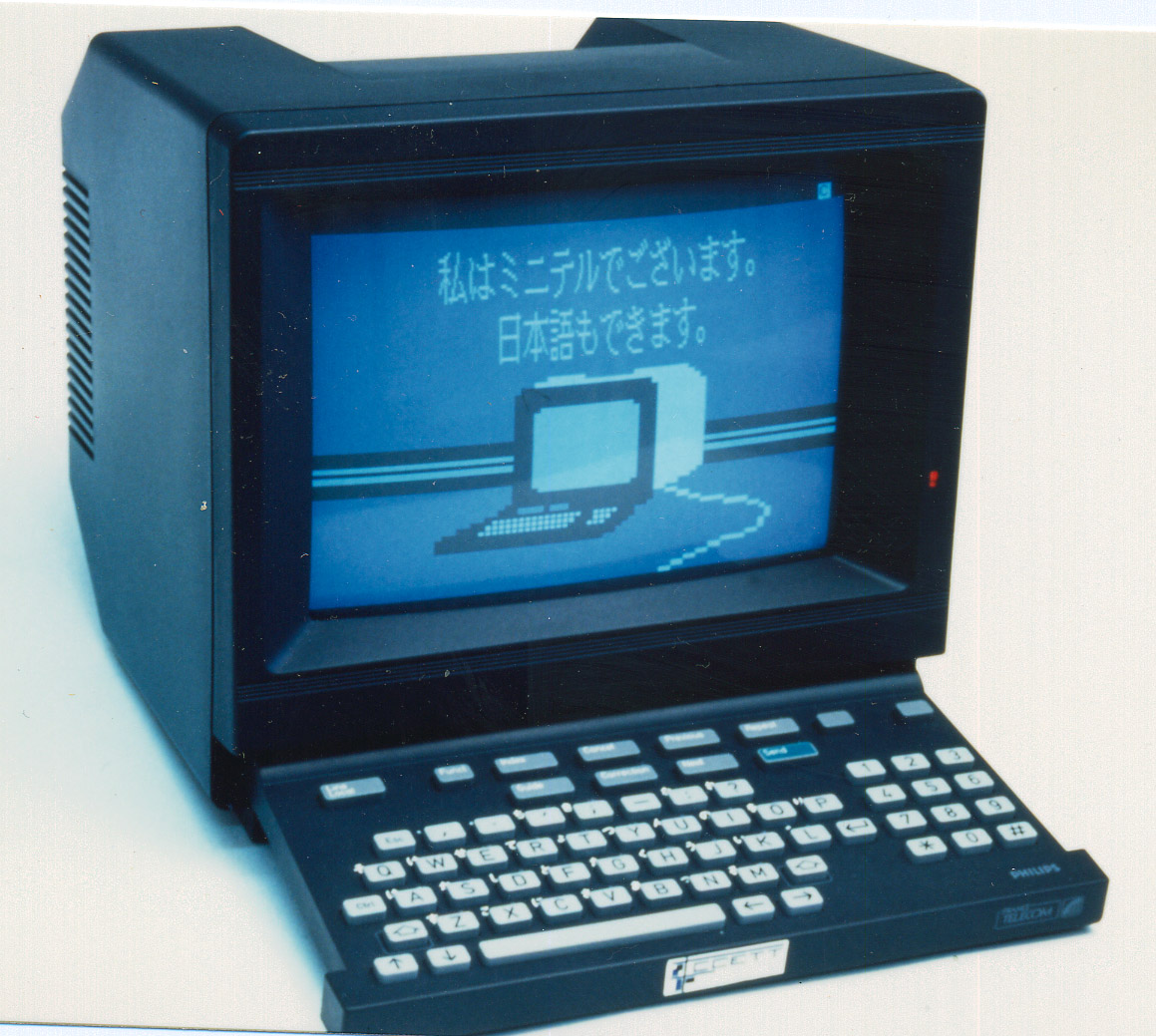
Minitel a japán piacra tervezve